# روشن (فیلم)
روشن فیلمی ایرانی به کارگردانی و نویسندگی روح‌الله حجازی و تهیه‌کنندگی جواد نوروزبیگی و روح‌الله حجازی محصول سال ۱۳۹۸ است.رضا عطاران، سارا بهرامی و سیامک انصاری از بازیگران این فیلم هستند. این فیلم در سی و نهمین دوره جشنواره فیلم فجر حضور داشت.

## خلاصه داستان
روشن، مرد میانسال عشق بازیگری، نمی‌تواند خانه ثبت‌نامی‌اش را بگیرد و در آستانه فروپاشی همه‌چیز است، تصمیم می‌گیرد نقشش را بازی کند.

## جوایز
| بخش                        | نامزد      | نتیجه    | جایزه        |
| -------------------------- | ---------- | -------- | ------------ |
| بهترین بازیگر نقش اول مرد  | رضا عطاران | برنده    | سیمرغ بلورین |
| بهترین فیلم‌برداری          | مرتضی نجفی | برنده    | سیمرغ بلورین |
| بهترین جلوه‌های ویژه میدانی | آرش آقابیک | نامزدشده | سیمرغ بلورین |